# Уилям Пейлс
Уилям Артър Пейлс (на английски: William Arthur Pailes) е полковник от USAF и астронавт на НАСА, участник в един космически полет.

## Образование
Уилям Пейлс завършва колеж в Ню Джърси през 1970 г. През 1974 г. получава бакалавърска степен по програмиране от Академията на USAF, Колорадо Спрингс, Колорадо. През 1981 г. получава магистърска степен по същата специалност от университета Арлингтън в Тексас.

## Военна кариера
Уилям Пейлс постъпва на служба в USAF през 1974 г. В продължение на една година преминава курс на обучение за пилот на спасителен самолет НС-130. От декември 1975 до юли 1980 г. е пилот в USAF, първоначално в авиобазата Маклилън, Калифорния, а след това и в Уудридж, Съфолк, Великобритания. От януари до декември 1982 г. е на служба във въздушното командване на САЩ в Илинойс. От 2002 г. е инструктор в програма за повишаване на квалификацията на офицерския корпус.

## Служба в НАСА
Уилям А. Пейлс е избран за астронавт от НАСА през август 1982 г., Астронавтска група MSE-2. Той е взел участие в един космически полет.

### Полети
| Космически полет на Уилям Артър Пейлс                        | Космически полет на Уилям Артър Пейлс | Космически полет на Уилям Артър Пейлс | Космически полет на Уилям Артър Пейлс | Космически полет на Уилям Артър Пейлс | Космически полет на Уилям Артър Пейлс | Космически полет на Уилям Артър Пейлс |
| №                                                            | Дата                                  | КК                                    | Емблема на мисията                    | Функции                               | Продължителност                       |                                       |
| ------------------------------------------------------------ | ------------------------------------- | ------------------------------------- | ------------------------------------- | ------------------------------------- | ------------------------------------- | ------------------------------------- |
| 1                                                            | 3 октомври 1985                       | „Атлантис“, мисия STS-51J             |                                       | Специалист по полезния товар          | 4 денонощия 01 час 44 мин. 38 сек.    |                                       |
| Сумарно време в космоса – 4 денонощия 01 час 44 мин. 38 сек. |                                       |                                       |                                       |                                       |                                       |                                       |